# بعثة الاتحاد الأوروبي الاستشارية في العراق
بعثة الاتحاد الاوربي الاستشارية في العراق (EUAM Iraq) وهي البعثة التي أُنشئت لدعم إصلاح قطاع الأمن في العراق من قبل الدول الأعضاء في الاتحاد الأوروبي بتاريخ 16 اكتوبر 2017 بناءاً على طلب من حكومة العراق لدعم جهود إصلاح قطاع الأمن الوطني (SSR).
يتمثل عمل البعثة بتقديم المشورة الاستراتيجية والخبرة للسلطات العراقية من خلال مستشاريها في المجالات المواضيعية مثل القيادة والسيطرة وإدارة الأزمات، ومكافحة الإرهاب والجريمة المنظمة، وإدارة الحدود، وحقوق الإنسان والنوع الاجتماعي، وحماية التراث الثقافي.
حيث تقدم بعثة الاتحاد الأوروبي في العراق (EUAM) المشورة لمسؤولي مكتب مستشار الأمن القومي ووزارة الداخلية والسلطات الأخرى ذات الصلة المسؤولة عن الجوانب المتعلقة بإصلاح قطاع الأمن.

## مقر البعثة ونطاق عملها
يقع المقر الرئيسي لبعثة الاتحاد الأوروبي في العراق في فندق الرشيد في بغداد. كما أن البعثة لها وجود إقليمي في أربيل، عاصمة إقليم كردستان العراق.
بالإضافة إلى عملها في بغداد وإقليم كردستان العراق، تقوم البعثة أيضًا بزيارات منتظمة على المستوى الإقليمي ومستوى المحافظات لدعم الجهود العراقية لتعزيز التنسيق على مستوى البلاد فيما يتعلق بإصلاح قطاع الأمن المدني. حيث تتم اعمال البعثة في الغالب في شكل ورش عمل أو ندوات أو اجتماعات رسمية.

## القادة
القائد الحالي لبعثة بعثة الاتحاد الأوروبي في العراق هو أندرس ويبرغ، من الشرطة السويدية.
| قائد البعثة                   | الجنسية | الفترة من | الى  |
| ----------------------------- | ------- | --------- | ---- |
| ماركوس ريتير (Markus Ritter)  | الماني  | 2017      | 2019 |
| كريستوف بويك (Christoph Buik) | الماني  | 2020      | 2022 |
| أنا مسكانين (Anne Meskanen)   | فنلندية | 2022      | 2022 |
| اندرس ويبرغ (Anders Wiberg)   | سويدي   | 2022      | 2024 |

## العمل الاستشاري
يتمثل العمل الاستشاري للبعثة في موضوعات:
- استراتيجية الأمن القومي وتنسيق إصلاح قطاع الأمن
- تشريعات الأمن القومي
- القيادة والسيطرة وإدارة الأزمات
- إدارة الموارد البشرية الإستراتيجية
- مكافحة الإرهاب والجريمة المنظمة
- منع التطرف العنيف ومكافحته
- تقديم المشورة لوكالة الاستخبارات والتحقيقات الفيدرالية (FIIA)
- الإدارة المتكاملة للحدود
- حقوق الإنسان والنوع الاجتماعي
- حماية التراث الثقافي [9]